# 圣安德烈 (东比利牛斯省)
圣安德烈（法語：Saint-André，法語發音：[sɛ̃.t‿ɑ̃dʁe] ⓘ）是法国东比利牛斯省的一个市镇，位于该省东南部，属于塞雷区。

## 地理
圣安德烈（42°33'4"N, 2°58'24"E）面积9.73 平方千米，位于法国奧克西塔尼大區东比利牛斯省，该省份为法国大陆部分最南部的省份，涵盖了北加泰罗尼亚，北起奥德省，西接阿列日省和安道尔，南与西班牙接壤，东临地中海。
与圣安德烈接壤的市镇（或旧市镇、城区）包括：滨海阿热莱斯、索雷德、帕洛代勒维德尔。
圣安德烈的时区为UTC+01:00、UTC+02:00（夏令时）。

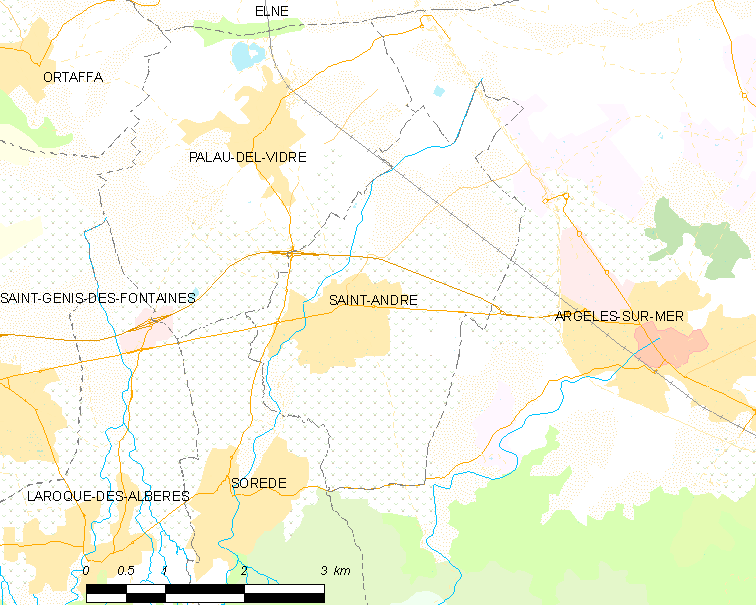
圣安德烈的OSM定位图

## 行政
圣安德烈的邮政编码为66690，INSEE市镇编码为66168。

## 政治
圣安德烈所属的省级选区为朱红海岸县。

## 人口

1962-2008年间圣安德烈人口变化图示

圣安德烈于2022年1月1日时的人口数量为3395人。